# Дадра и Нагар-Хавели и Даман и Диу
Дадра и Нагар-Хавели и Даман и Диу (хинди दादरा और नगर हवेली तथा दमन और दीव, гудж. દાદરા અને નગર હવેલી અને દમણ અને દીવ, маратхи दादरा आणि नगर हवेली आणि दमण आणि दीव, конкани दादरा आनी नगर हवेली आनी दमन आनी दीव, порт. Dadrá e Nagar-Aveli e Damão e Diu, англ. Dadra and Nagar Haveli and Daman and Diu) — союзная территория на западе Индии. Административный центр — Даман. Население 585 764 человека. Территория образовалась в результате слияния союзных территорий Дадра и Нагар-Хавели и Даман и Диу 26 января 2020 года.

## География
Площадь 603 км². Территория состоит из четырёх частей: первая часть (город Даман с прилежащими деревнями) находится на материке и является полуанклавом на территории штата Гуджарат, вторая — остров Диу, лежащий к югу от гуджаратского полуострова Катхиявар, третья — Нагар-Хавели лежит между штатами Гуджарат и Махараштра, а четвёртая — Дадра находится севернее и представляет собой анклав на территории Гуджарата.

## История
Все номинальные земли союзной территории (Дадра, Нагар-Хавели, Даман, Диу) некогда были португальскими колониями. Даман и Диу вместе с несколькими другими городами на побережье были получены Португалией от султанов Гуджарата в 1531—1539 годах. Территорию Нагар-Хавели португальцы получили в 1783 году на основании мирного соглашения после конфликта, связанного с повреждением маратхским флотом португальского фрегата. Дадра была выкуплена португальцами в 1785 году.
После обретения независимости в 1947 году Индийский Союз потребовал передачи себе всех португальских колоний. Отказ Португалии привёл к конфликту. В 1954 году жители Дадры и Нагар-Хавели при поддержке волонтёров из военизированных индийских организаций (таких, как Раштрия сваямсевак сангх, Azad Gomantak Dal и др.) захватили эти территории, свергнув португальское правительство. Даман и Диу, наряду с Гоа, были аннексированы Индией в 1961 году. Суверенитет Индии над территорией признан Португалией только в 1974 году после произошедшей в ней «Революции гвоздик».
Союзная территория образовалась в результате объединения союзных территорий Дадра и Нагар-Хавели и Даман и Диу в начале 2020 года. Территории уже ранее имели общего администратора и правительственных чиновников, поэтому для сокращения административных расходов было принято решение объединить их в одну. Закон о слиянии территорий был внесён в парламент Индии 26 ноября 2019 и одобрен президентом Индии 9 декабря 2019 года. В силу закон вступил 26 января 2020 года.

## Административное деление
В административном плане союзная территория Дадра и Нагар-Хавели и Даман и Диу делится на три округа:
| № | Округ                | Территория, км² | Население, чел. (2011) | Плотность, чел./км² |
| - | -------------------- | --------------- | ---------------------- | ------------------- |
| 1 | Даман                | 72              | 190 855                | 2650,76             |
| 2 | Диу                  | 40              | 52 056                 | 1301,40             |
| 3 | Дадра и Нагар-Хавели | 491             | 342 853                | 698,27              |
|   | Всего                | 603             | 585 764                | 970                 |